# Кубок Франції з футболу 2020—2021
Кубок Франції з футболу 2020—2021 — 104-й розіграш кубкового футбольного турніру у Франції. Титул вдруге поспіль здобув Парі Сен-Жермен.

## Календар
| Етап                           | Раунд       | Дата                              |                                   |
| ------------------------------ | ----------- | --------------------------------- | --------------------------------- |
| Попередній етап (регіональний) | 1 Раунд     | Регіональні дати                  | Регіональні дати                  |
| Попередній етап (регіональний) | 2 Раунд     | Регіональні дати                  | Регіональні дати                  |
| Попередній етап (регіональний) | 3 Раунд     | 19-20 вересня 2020                | 19-20 вересня 2020                |
| Попередній етап (регіональний) | 4 Раунд     | 3-4 жовтня 2020                   | 3-4 жовтня 2020                   |
| Попередній етап (регіональний) | 5 Раунд     | 17-18 жовтня 2020                 | 17-18 жовтня 2020                 |
| Попередній етап (регіональний) | 6 Раунд     | 30–31 січня 2021                  | 30–31 січня 2021                  |
| Попередній етап (національний) | 7 Раунд     | 21 листопада 2020 — 13 січня 2021 | 21 листопада 2020 — 13 січня 2021 |
| Попередній етап (національний) | 8 Раунд     | 20 грудня 2020 — 20 січня 2021    | 20 грудня 2020 — 20 січня 2021    |
| Фінальний етап                 | 1/32 фіналу | 30 січня — 25 лютого 2021         | 30 січня — 25 лютого 2021         |
| Фінальний етап                 | 1/16 фіналу | 5-8 березня 2021                  | 5-8 березня 2021                  |
| Фінальний етап                 | 1/8 фіналу  | 17 березня — 8 квітня 2021        | 17 березня — 8 квітня 2021        |
| Фінальний етап                 | 1/4 фіналу  | 20-21 квітня 2021                 | 20-21 квітня 2021                 |
| Фінальний етап                 | 1/2 фіналу  | 12-13 травня 2021                 | 12-13 травня 2021                 |
| Фінальний етап                 | Фінал       | 19 травня 2021                    | 19 травня 2021                    |

## Регламент
Кубок Франції складається з двох етапів:
- відбіркового, який складається з шести регіональних етапів (перші два організовуються в кожному регіоні за своєю схемою для клубів регіональних ліг, наступні чотири організовуються в регіонах централізовано за участі клубів з національних аматорських і напівпрофесіональних ліг) та двох національних етапів (7-й і 8-й етап, з 7-го стартують клуби Ліги 2 та представники заморських територій);
- фінального, який починається з 1/32 фіналу — з цього раунду стартують клуби провідної Ліги 1.

## 1/32 фіналу
| Команда 1                     | Рахунок      | Команда 2              |
| ----------------------------- | ------------ | ---------------------- |
| 30 січня 2021                 |              |                        |
| Сіннамарі (Французька Гвіана) | 1:1 пен. 1:3 | Франсіскен (Мартиніка) |
| 9 лютого 2021                 |              |                        |
| Реймс                         | 3:4          | Валансьєн (2)          |
| Лор'ян                        | 2:1          | Париж (2)              |
| Ліон                          | 5:1          | Аяччо (2)              |
| 10 лютого 2021                |              |                        |
| Бордо                         | 0:2          | Тулуза (2)             |
| Гренобль (2)                  | 0:1          | Монако                 |
| Страсбур                      | 0:2          | Монпельє               |
| Осер (2)                      | 0:2          | Марсель                |
| Нант                          | 2:4          | Ланс                   |
| Ам'єн (2)                     | 1:2          | Мец                    |
| Брест                         | 2:1          | Родез (2)              |
| Нім                           | 1:3          | Ніцца                  |
| Діжон                         | 0:1          | Лілль                  |
| Кан (2)                       | 0:1          | Парі Сен-Жермен        |
| 11 лютого 2021                |              |                        |
| Сошо (2)                      | 1:0          | Сент-Етьєн             |
| Анже                          | 2:1          | Ренн                   |
| 17 лютого 2021                |              |                        |
| Гішан (6)                     | 0:1          | Сомюр Олімпік (5)      |
| 20 лютого 2021                |              |                        |
| Флері-Мерожис (4)             | 1:1 пен. 4:5 | Ансі (3)               |
| Булонь (3)                    | 3:0          | Лоон-Плаж (6)          |
| Монтаньяр (6)                 | 1:1 пен. 3:2 | Стад Бріошен (3)       |
| Ред Стар (3)                  | 2:1          | Кевії (3)              |
| 21 лютого 2021                |              |                        |
| Обань (4)                     | 2:2 пен. 1:0 | Леж-Кап-Ферре (5)      |
| Ер-сюр-ла-Лі (7)              | 1:4          | Бове (4)               |
| Олімпік (Алес) (5)            | 2:0          | Фабрег (5)             |
| ГФА74 (4)                     | 0:0 пен. 4:2 | Прі-ле-Мезьєр (5)      |
| Ле-Ерб'є (4)                  | 0:1          | Шатобріан (4)          |
| Сен-Бріс (6)                  | 0:1          | Газелек (4)            |
| Шильтігайм (4)                | 0:4          | Седан (4)              |
| Кане-ан-Руссійон (4)          | 1:1 пен. 4:2 | Стад Пуатвен (5)       |
| Макон (6)                     | 0:0 пен. 2:4 | Сен-Луї Нойвег (5)     |
| Ле-Пюї (4)                    | 0:0 пен. 5:4 | Шамальєр (4)           |
| 25 лютого 2021                |              |                        |
| Роморантен (4)                | 2:0          | Мцапере (Реюньйон)     |

## 1/16 фіналу
| Команда 1            | Рахунок      | Команда 2              |
| -------------------- | ------------ | ---------------------- |
| 5 березня 2021       |              |                        |
| Бове (4)             | 0:2          | Булонь (3)             |
| Обань (4)            | 0:2          | Тулуза (2)             |
| 6 березня 2021       |              |                        |
| Ред Стар (3)         | 3:2          | Ланс                   |
| ГФА74 (4)            | 1:1 пен. 6:5 | Ансі (3)               |
| Сен-Луї Нойвег (5)   | 0:2          | Седан (4)              |
| Олімпік (Алес) (5)   | 1:2          | Монпельє               |
| Валансьєн (2)        | 0:4          | Мец                    |
| Ле-Пюї (4)           | 1:0          | Лор'ян                 |
| Сомюр Олімпік (5)    | 3:3 пен. 4:3 | Монтаньяр (6)          |
| Ліон                 | 5:2          | Сошо (2)               |
| Брест                | 0:3          | Парі Сен-Жермен        |
| 7 березня 2021       |              |                        |
| Газелек (4)          | 1:3          | Лілль                  |
| Анже                 | 5:0          | Франсіскен (Мартиніка) |
| Роморантен (4)       | 1:3          | Шатобріан (4)          |
| Кане-ан-Руссійон (4) | 2:1          | Марсель                |
| 8 березня 2021       |              |                        |
| Ніцца                | 0:2          | Монако                 |

## 1/8 фіналу
| Команда 1            | Рахунок      | Команда 2  |
| -------------------- | ------------ | ---------- |
| 17 березня 2021      |              |            |
| Парі Сен-Жермен      | 3:0          | Лілль      |
| 6 квітня 2021        |              |            |
| Монако               | 0:0 пен. 5:4 | Мец        |
| 7 квітня 2021        |              |            |
| Сомюр Олімпік (5)    | 1:2          | Тулуза (2) |
| ГФА74 (4)            | 4:0          | Ле-Пюї (4) |
| Кане-ан-Руссійон (4) | 1:0          | Булонь (3) |
| Шатобріан (4)        | 0:1          | Монпельє   |
| Седан (4)            | 0:1          | Анже       |
| 8 квітня 2021        |              |            |
| Ред Стар (3)         | 2:2 пен. 4:5 | Ліон       |

## 1/4 фіналу
| Команда 1            | Рахунок | Команда 2  |
| -------------------- | ------- | ---------- |
| 20 квітня 2021       |         |            |
| ГФА74 (4)            | 2:0     | Тулуза (2) |
| Кане-ан-Руссійон (4) | 1:2     | Монпельє   |
| 21 квітня 2021       |         |            |
| Парі Сен-Жермен      | 5:0     | Анже       |
| Ліон                 | 0:2     | Монако     |

## 1/2 фіналу
| Команда 1      | Рахунок      | Команда 2       |
| -------------- | ------------ | --------------- |
| 12 травня 2021 |              |                 |
| Монпельє       | 2:2 пен. 5:6 | Парі Сен-Жермен |
| 13 травня 2021 |              |                 |
| ГФА74 (4)      | 1:5          | Монако          |

## Фінал
| 19 травня 2021 22:15 (EEST) |

| Монако | 0:2      | Парі Сен-Жермен       |
| ------ | -------- | --------------------- |
|        | Протокол | Ікарді 19' Мбаппе 81' |

| Стад де Франс, Сен-Дені Глядачів: 0 Арбітр: Франсуа Летексьє |